# Jean-Michel Veillon
Pour les articles homonymes, voir Veillon.
Jean-Michel Veillon, né le 16 mai 1959 à Fréhel (Côtes-d'Armor), est un musicien français d'origine et de culture bretonne. Danseur puis sonneur de bombarde depuis l’âge de onze ans, il s'est peu à peu dirigé vers la flûte traversière en bois (modèle inspiré des flûtes traversières à six ou huit clefs du XIXe siècle). Au fil des années, il a élaboré un type de jeu très personnel et très proche de la tradition chantée ou sonnée en Bretagne. D'autres influences sont perceptibles dans son jeu, inspiré par une écoute fréquente de certaines flûtes orientales (Turquie, Iran, Inde, Chine). Son style est aujourd'hui reconnu en Bretagne autant qu’en Irlande.

## Biographie
Jean-Michel Veillon naît le 16 mai 1959  à Fréhel (Penthièvre, côte nord du pays Gallo costarmoricain). À l'âge de onze ans, il commence la danse puis la bombarde au Cercle de Pléhérel au contact de différents sonneurs. C'est en janvier 1977 qu'il commence à jouer de la flûte traversière en bois, flûte dont les modèles anciens (courants au début du XIXe siècle) sont déjà traditionnellement utilisés par les musiciens irlandais. Il apprend la flûte en autodidacte, influencé notamment par le jeu de Matt Molloy, encouragé dès ses débuts par le flûtiste irlandais Desi Wilkinson. N'ayant aucun flûtiste breton auquel se référer, il n'a d'autre choix que l'innovation et il développe donc un jeu particulier, dont l'articulation est basée sur celle de certains chanteurs et sonneurs bretons. Il essayer ainsi de « retrouver les ambiances ou les émotions » qu'il entend. C'est ce côté de l'instrument qui le passionne, tout comme la dimension de sérénité qu'il lui procure. Alors qu'il est étudiant à Rennes, c'est au contact d'autres musiciens, comme Soïg Siberil, qu'il envisage son avenir professionnel. Reçu au concours d'entrée à l'École normale, qu'il finit par quitter en 1982 pour se consacrer exclusivement à la musique, il est l'un des tout premiers flûtistes à faire entendre cet instrument dans des formations bretonnes de concert ou de fest-noz.

### L'expérience des groupes

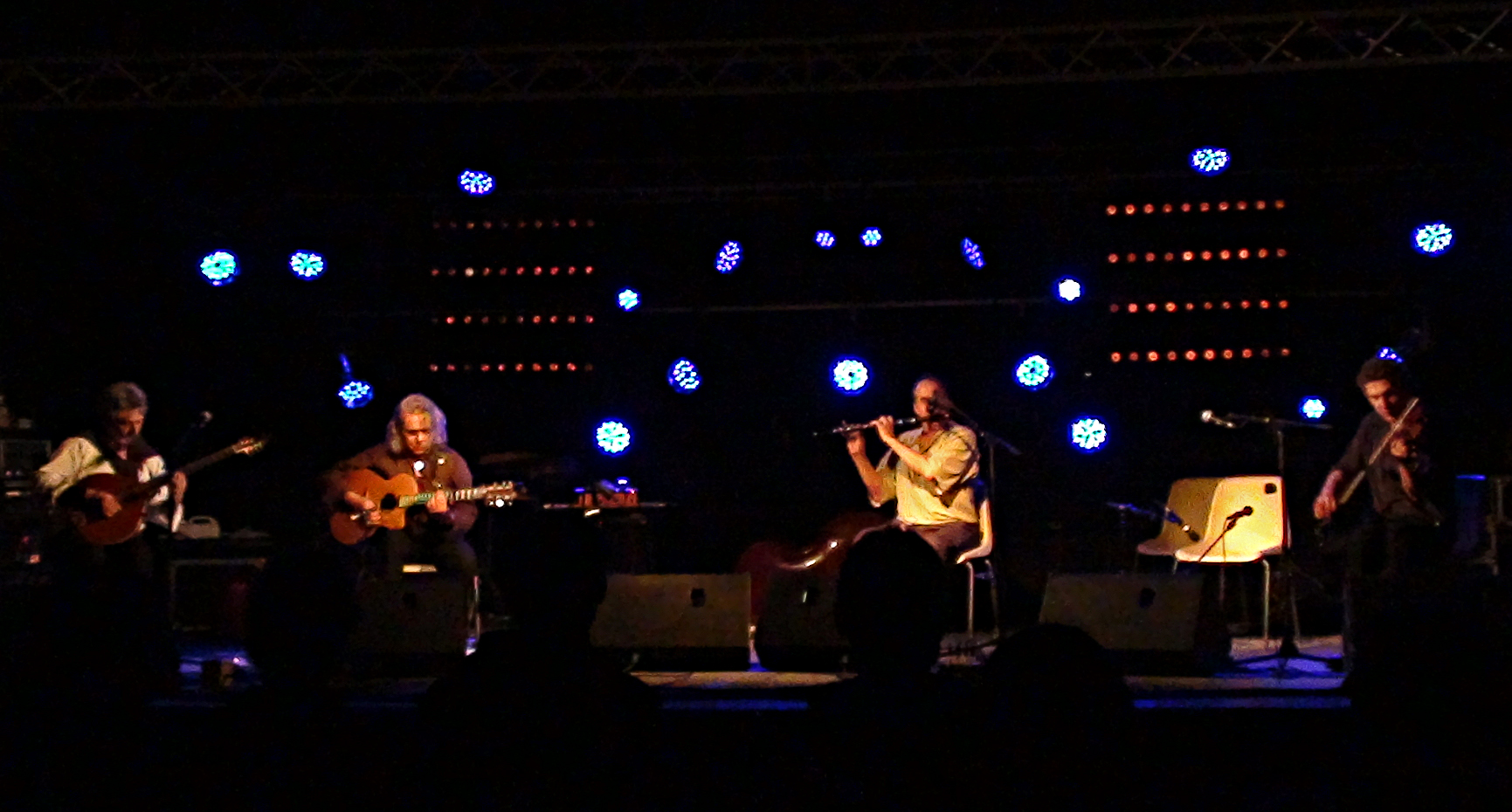
Le groupe Kornog en 2012

De 1979 à 1981, il fait partie du groupe Galorn, composé de Gilles Le Bigot, Gilles Floury, Bruno Le Masson et Xavier Harivel. Dès 1981 il participe au groupe Kornog composé de Jamie Mc Menemy, Soïg Sibéril et Christian Lemaître. Il signe avec cette formation trois albums, dont deux pour la maison de disques américaine Green Linnet : Kornog 1 (1982), Premiere - Live in Minneapolis (1983) et Ar Seizh Avel (1985). Le groupe joue régulièrement en Europe (Pays-Bas, Belgique, Espagne, Italie, Grèce, Yougoslavie et Pologne) et aux États-Unis pour de longues tournées. Gilles Le Bigot remplace Soïg Sibéril à la guitare mais après l'enregistrement d'un nouveau CD (Kornog IV), le groupe se sépare fin 1987. Il se reforme toutefois en 1999, à la demande de l'agence artistique Herschel Freeman, avec cette fois Nicolas Quemener à la guitare, enregistrant un cinquième album (Korong) et effectuant une nouvelle tournée aux États-Unis. 

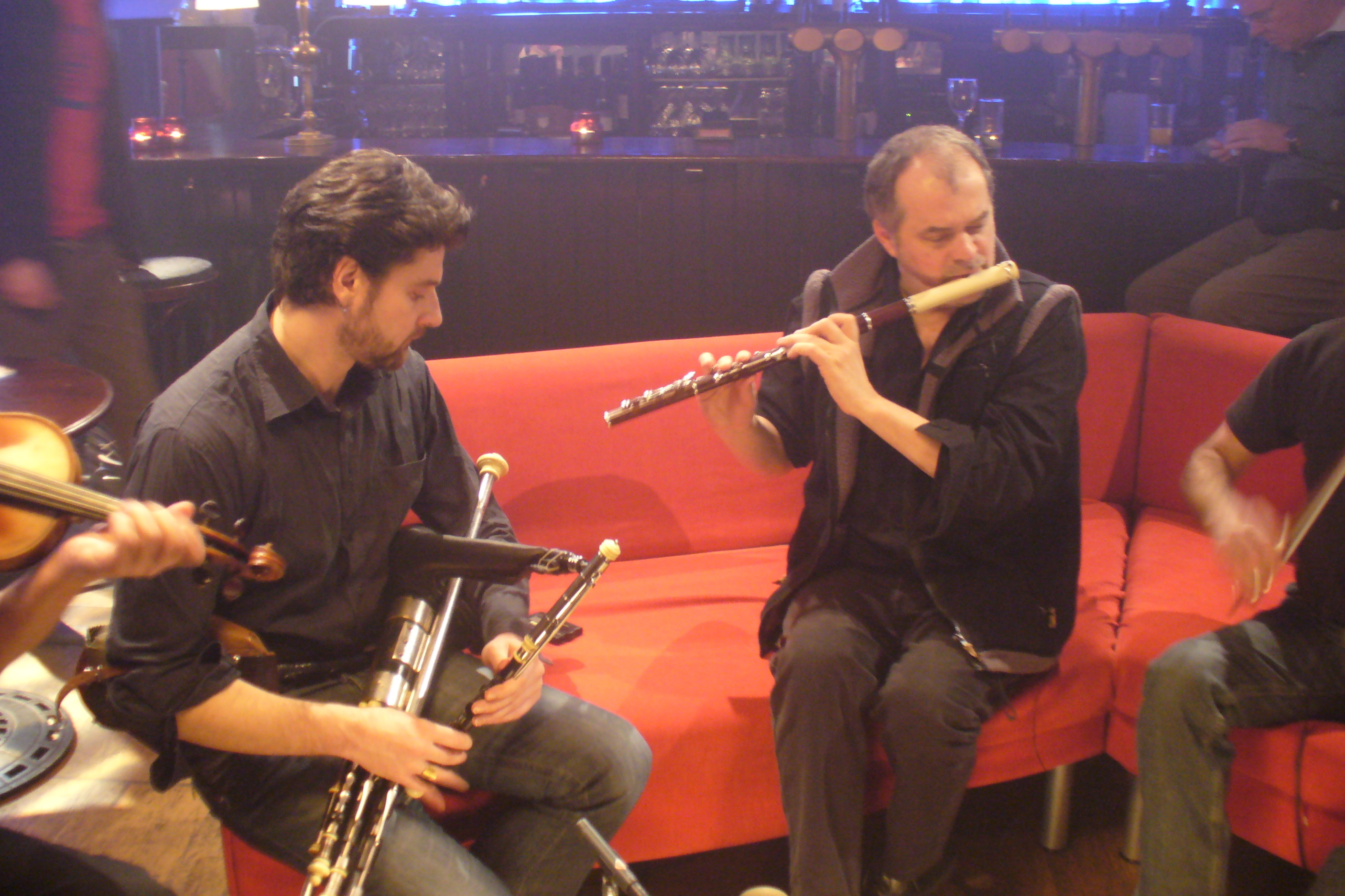
Émission de télé écossaise avec Pennoù Skoulm (Ronan Le Bars à gauche)

Dès 1982, Jean-Michel fonde le groupe Pennoù Skoulm, avec Christian Lemaître et Soïg Sibéril, très vite rejoints par Jacky Molard et Étienne Grandjean (qui cédera la place à Patrick Molard, lui-même remplacé à son tour par Ronan Le Bars). Pennoù Skoulm enregistre un disque en 1989, couronné d'un « Choc du Monde de la Musique ». Un second CD, Trinkañ, est enregistré en 2008 chez Innacor.
Fin 1988, Jean-Michel fonde le Trio Barzaz avec Gilles Le Bigot et Yann-Fañch Kemener. Ce trio, augmenté du bassiste Alain Genty et du percussionniste David "Hopi" Hopkins, devient le groupe Barzaz, qui est reconnu comme l'un des groupes marquants des années 1980 en Bretagne. Les tournées s'enchaînent dans plusieurs pays, ce qui lui permet notamment de rencontrer des flûtistes serbes ou bulgares au « jeu prodigieux ». Après de nombreux concerts et l'enregistrement de deux CD salués par la critique (Ec'honder en 1989 et An Den Kozh Dall en 1992), le groupe Barzaz se sépare en 1995, puis se reforme en 2013, ré-éditant ses deux CD dans un coffret incluant également en bonus un troisième CD (deux titres inédits).
Parallèlement à Barzaz, Jean-Michel rejoint en 1988 le groupe Den, en compagnie de Jacky Molard, Patrick Molard, Soïg Sibéril, Alain Genty, Dominique Le Bozec et Alain Rouquette. Le groupe sort en 1989 l'album Just Around the Window, basé sur des compositions de Jacky Molard, et qui influencera, de leur aveu même, de nombreux musiciens irlandais et écossais.

### L'Héritage des Celtes, An Tour-Tan, Celtic Procession...
Après une participation aux disques de Skolvan, il rejoint en 1993, à l'invitation de Dan Ar Braz, L'Héritage des Celtes. Il est présent sur l'ensemble des disques et tournées de la grande formation celtique. C'est une nouvelle occasion pour lui de faire résonner sa flûte en accompagnant Yann-Fañch Kemener. Sa rencontre avec Didier Squiban et Yann-Fañch Kemener l'incite à jouer en 1994 avec la formation An Tour-Tan de Didier Squiban. Il se produit avec elle lors du festival Brest 96 et sur le disque Penn-Ar-Bed, qui sort la même année.
En 1994 il répond à l'appel de Jacques Pellen pour la "Celtic Procession", aux côtés de musiciens renommés du jazz et musique bretonne comme Ricardo Del Fra, frères Boclé, Peter Gritz, Erik Marchand, Annie Ebrel, frères Guichen, Kristen Noguès, Paolo Fresu… Il rejoint également le "Alain Genty Groupe". Il forme le duo Veillon-Riou avec le guitariste Yvon Riou. Ils font en 1993 la première partie des Chieftains, jouent dans les festivals bretons et français ainsi qu'à l'étranger : tournées en Irlande (Belfast folk festival, Cork, Dublin), Pays de Galles, USA (North Texas Folk Festival, Dallas), Pologne, Angleterre, Montréal... Ils sortent deux albums.

### Une flûte de plus en plus présente en musique bretonne
Jean-Michel Veillon sort un premier album en 1993, E Koad Nizan, puis un second en 1999, Er Pasker. Dans cet album, il a choisi des morceaux exprimant des ambiances et ensuite des accompagnateurs extérieurs selon les couleurs qu'il souhaitait apporter ; ainsi il a par exemple composé le morceau Shipibos après la lecture du livre L'univers enchanté des indiens Shipibo, repris E Tal ar Groaz, une musique qu'Alan Stivell avait enregistré en 1976 d'après un poème de Yann Sohier, un défenseur de la langue bretonne de l'entre deux guerres surnommé Ar skolaer ruz, accompagné de la guitare de Jacques Pellen... En compagnie du guitariste trégorrois Yvon Riou, il sort un deuxième album en 2000, cinq ans après le premier, intitulé Beo ! (vivant en breton et en gaélique), enregistré en live.
Il travaille ponctuellement avec de nombreux artistes comme Alain Genty, Yann Cariou, Kristen Noguès, Gérard Delahaye… Avec les flûtistes Jean-Luc Thomas, Stéphane Morvan et Jean-Mathias Petri ils forment le quatuor expérimental Flute 4 en 1999. En 2001 il forme des duo avec Ronan Le Bars, avec Jamie Mc Menemy et Gilles Le Bigot. Il crée le groupe Toud'Sames (Tous ensemble en breton) avec Alain Genty, David Hopkins, Laurent Jouin et Dominique Molard. En 2004 c'est avec Jacky Molard qu'il anime des festoù-noz. Depuis 2006 il joue avec en fest-noz accompagné d'Yvon Riou ou de Soïg Sibéril.
Le quintet Veillon/Hamon/Barou/Pellen/Genty est une création du festival de Cachan 2011.

## Discographie

### En solo
- 1993 : E Koad Nizan (Gwerz Pladenn / Coop Breizh)
- 1995 : Pont Gwenn ha Pont Stang, Duo Veillon-Riou (Gwerz Pladenn / Coop Breizh)
- 1999 : Er Pasker (Coop Breizh) en collaboration avec Katrien Delavier
- 2000 : Beo ! Live in Belfast, Duo Veillon-Riou (An Naër Produksion)
- 2017 : Deus an Aod d'ar Menez, Duo Veillon-Riou (Bemol productions)

### AvecKornog
- 1981 : Kornog 1 (Ar Folk) 33T
- 1983 : Première Live in Minneapolis (Green Linne) GLCD 1055
- 1984 : Ar Seizh Avel (Green Linnet) GLCD 1062
- 1986 : Kornog IV Kanaouennou an Aod (Adipho/2000 : réédition An Naër Produksion)
- 2000 : Korong (Green Linnet GLCD 1209 / Keltia Musique KMCD117)

### Collaborations
- 1989 : Barzaz, Ec'honder (Escalibur / Coop Breizh) CD 828
- 1989 : Den, Just around the window (Escalibur Coop Breizh)  CD 830
- 1990 : Pennoù Skoulm, Pennoù Skoulm (Escalibur / Coop Breizh) CD 854
- 1992 : Barzaz, An den kozh dall (Keltia Musique) KMCD29
- 1993 : Soïg Sibéril, Digor (Coop Breizh)
- 1994 : Bro Dreger V, Konskried
- 1994 : Alain Genty, La couleur du milieu (Coop Breizh)
- 1994 : Dan Ar Braz, Héritage des Celtes (Columbia / Sony Music)
- 1995 : Dan Ar Braz et l'Héritage des Celtes, En concert (Columbia / Sony Music)
- 1995 : Bagad Kemper, Lip Ar Maout (Keltia Musique)
- 1995 : Bro Dreger VI, Dans Kerne (Lannuon)
- 1996 : Bro Dreger, Flûtes en Trégor
- 1996 : Ar Re Yaouank, Ravine - Coop Breizh
- 1996 : Gérard Delahaye, La ballade du nord-ouest (Blue Silver)
- 1996 : Didier Squiban An Tour-Tan, Penn ar Bed Brest 96 (L'Oz Production)
- 1997 : Didier Squiban, An Tour-Tan Live (L'Oz Production)
- 1998 : Alain Genty, Le grand encrier (Keltia Musique/Potar Hurlant)
- 1998 : Frédéric Guichen, La Lune Noire (Ciré Jaune)
- 2003 : Gilles Le Bigot, Empreintes  (Keltia Musique KMCD 137)
- 2004 : Alain Genty, Une petite lanterne (Keltia Musique)
- 2007 : Toud'Sames, Son An Den Dilabour (Coop Breizh)
- 2009 : Pennoù Skoulm, Trinkañ[8] (Innacor/Ton All produksion)

- 2013 : Fred Guichen, Le Voyage Astral